# Divisor de flujo

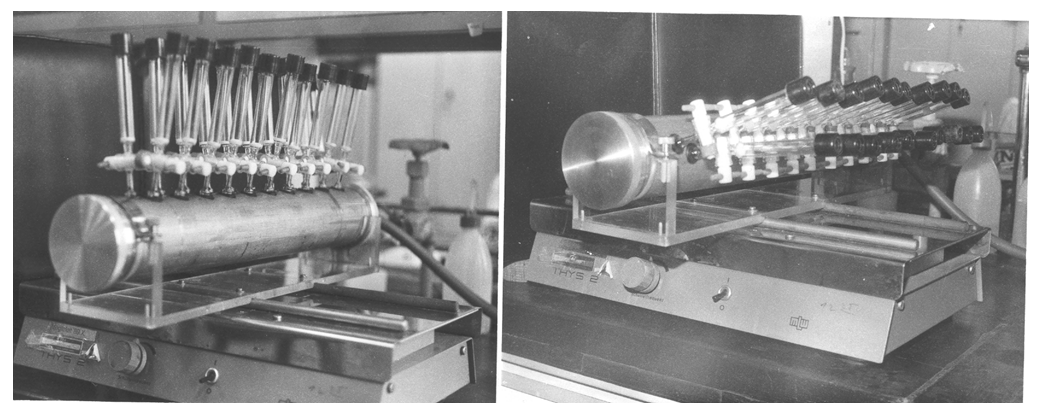
Sintetizador manual de péptidos. El dispositivo consiste en un tubo de aluminio montado en un agitador de laboratorio y evacuado mediante un «split».

Un divisor de flujo es un aparato que se emplea en ingeniería hidráulica para separar un caudal en dos o más. Se emplean por ejemplo en el tratamiento de aguas residuales  con el objeto de no saturar los tanques de tratamiento.
También se emplea en diversas técnicas de análisis instrumental como cromatografía de gases y HPLC. En este caso se emplean para obtener un control más fino de los caudales en el interior del sistema. En estos casos también se conocen como split.
El esquema general es de Y o T, los caudales de salida se regulan en función de los diámetros de los tubos respectivos
- Datos: Q5462115